# Andrzej Pawłowski (lekarz)
Andrzej Pawłowski (ur. 1933 w Warszawie, zm. 11 stycznia 2019 w Toronto, Kanada) – polski lekarz, pisarz, poeta i rzeźbiarz.

## Życiorys
Absolwent Państwowego Gimnazjum i Liceum im. Stefana Batorego w Warszawie (matura 1951) i Akademii Medycznej w Warszawie (dyplom 1957). Stypendysta Uniwersytetu w Filadelfii, 1959–1960; British Council, Oxford, 1965–1966. Lekarz dermatolog. W 1973 wyjechał do Kanady, gdzie pracował jako asystent następnie jako profesor Wydziału Medycyny Uniwersytetu w Toronto. W latach 1978–1983 studiował rzeźbę pod kierunkiem Edwarda Koniuszego. Od 1985 członek Kanadyjskiego Towarzystwa Rzeźbiarskiego (Sculptor’s Society of Canada SSC) oraz Polsko-Amerykańskiego Towarzystwa Artystów (PAAS).
W latach 1992-1994 był prezesem SSC, za co wyróżniony został medalem. Miał kilka wystaw indywidualnych, brał udział w licznych wystawach zbiorowych w Kanadzie, Stanach Zjednoczonych, Polsce, we Włoszech, na Węgrzech. Jego prace znajdują się w Museo Dantesco w Rawennie, Muzeum Rzeżby w Orońsku, w wielu kolekcjach prywatnych. Za swoje prace otrzymał m.in. nagrodę La Puente w Kalifornii w 1986 roku, drugą nagrodę Nepeth Mundo Society w 1986 roku, nagrodę Polsko-Amerykańskiego Towarzystwa Artystów w 1988 roku.
Autor powieści historycznych.

## Wybrane publikacje[8]
- Edward Koniuszy: the sculptor, Toronto: Canadian-Polish Research Institute 1988.
- The saga of Roncesvalles, transl. by Anna Porczynski, ed. by Josef Meszorer and Jacek Niecko, Toronto 1993.
- Dante na stopniach nieśmiertelności, Toronto: Wydaw. Saga 1995.
- Jesteśmy z Batorego czyli z Gimnazjum i liceum im. Stefana Batorego w Warszawie, Toronto: Saga Publishers 1996.
- Pochylony nad Łokietkiem: opowieść historyczna urealniona, Toruń: Wydawnictwo Adam Marszałek 2004 (wyd. 2 - 2008).
- Zatrzymać cień Boga, Toruń: Wydawnictwo Adam Marszałek 2005.
- (współautor: Bogusław Pater), Złoto Batorego : materiały, komentarze, przypuszczenia, Toruń: Wydawnictwo Adam Marszałek 2007.
- (współautor: Julian Pawłowski), Pawian w kapeluszu: przypadki torontońskiego lekarza, Toruń: Wydawnictwo Adam Marszałek 2008.
- Śmierć Hermesa, Toruń: Wydawnictwo Adam Marszałek 2010.
- Polskie litanie spiesznego przechodnia, Berlin - Toronto: Mordellus Press 2012.
- Skazani wyobraźnią, Toruń: Wydawnictwo Adam Marszałek 2012.
- Apokalipsa według nieświętego Andrzeja z Pawłowa, Berlin: Mordellus Press 2013.
- Bercia, Toruń: Wydawnictwo Adam Marszałek 2014.
- Anielski Bessarion, Toruń: Wydawnictwo Adam Marszałek 2014.